# Mendelejevskaja
Mendelejevskaja (ryska: Менделеевская) är en tunnelbanestation på Serpuchovsko-Timirjazevskaja-linjen i Moskvas tunnelbana. 
Stationen invigdes den 31 december 1988 och är inredd i vit marmor med golv av grå granit och diabas. Väggarna pryds av stiliserade inläggningar av atomär och molekylär struktur. Ett litet monument för att hedra hemlösa hundar finns på stationen.

## Byte
Mendelejevskaja har en gångpassage till stationen Novoslobodskaja på Koltsevajalinjen.